# علم النفس الهندسي
علم النفس الهندسي(بالإنجليزية: Psychogeometrics)‏: يهتم علم النفس الهندسي أو الهندسة البشرية بتصميم آلات وأدوات العمل وتهيئة كافة ظروف العمل. وهذا العلم من عوامل جذب العامل إلى العمل لأنه يشعر أثناء العمل بأنه في مأمن من الأخطار وبعيد عن الأمراض المهنية. وأهم العناصر التي تؤدي إلى زيادة دوافع العاملين نحو العمل منها: الأجر/ الترقية/ عدد ساعات العمل/ جودة الخامات والآلات.

## وصلات خارجية
- علم النفس الهندسي
- علم النفس الهندسي